# Чижовка (Гомельская область)
Чижовка (бел. Чыжаўка) — деревня в Борщевском сельсовете Речицкого района Гомельской области Белоруссии.
Кругом лес.

## География

### Расположение
В 32 км на восток от Речицы, в 500 метрах от железнодорожной Чижовка (на линии Гомель — Калинковичи), в 3 км от железнодорожной станции Якимовка (на линии Гомель — Калинковичи), 40 км от Гомеля.

## Транспортная сеть
Транспортные связи по просёлочной, затем автомобильной дороге Калинковичи — Гомель. Планировка состоит из прямолинейной улицы, близкой к широтной ориентации. Застройка деревянная усадебного типа.

## История
По письменным источникам известна со второй половины XIX века как селение в Телешевской волости Гомельского уезда Могилёвской губернии. В 1909 году околица Чижовка (она же Андреевка) 336 десятин земли.
В 1926 году в Уваровичском районе Гомельского округа. Рядом находились посёлки Старая Чижовка и Новая Чижовка, которые позже вошли в состав деревни. В 1930 году организован колхоз "Красная Чижовка ", работала ветряная мельница. 29 жителей погибли на фронтах Великой Отечественной войны. Согласно переписи 1959 года в составе совхоза «Борщевка» (центр — деревня Борщевка).

## Население

### Численность
- 2004 год — 33 хозяйства, 67 жителей.

### Динамика
- 1909 год — 26 дворов, 147 жителей.
- 1926 год — 42 двора, 199 жителей; в посёлках Старая Чижовка 6 дворов, 22 жителя и Новая Чижовка 9 дворов, 42 жителя.
- 1959 год — 160 жителей (согласно переписи).
- 2004 год — 33 хозяйства, 67 жителей.